# Mountain (rodiggio)
Il termine Mountain indica il tipo di rodiggio di una locomotiva a vapore con due assi portanti, seguiti da quattro assi motori accoppiati, e infine da un asse portante (Bissel) sotto la parte posteriore della caldaia. 
Secondo la notazione Whyte per la classificazione delle locomotive è indicato come 4-8-2.
Altre classificazioni equivalenti:
- classificazione UIC: 2' D 1'
- classificazione francese: 2-4-1
- classificazione turca: 47
- classificazione svizzera: 4/7

Tale rodiggio poteva avere due origini diverse: 
- versione potenziata del rodiggio 4-6-2 Pacific, adatto alle linee acclive;
- versione potenziata del rodiggio 2-8-2 Mikado, versione veloce per i treni merci.

La distinzione fra le origini delle due tipologie la si poteva riconoscere dall'accoppiamento della biella motrice: se era sul secondo asse, la macchina era nata come evoluzione di una Pacific, se era sul terzo asse era nata come una Mikado.
In Europa fu molto usato in Francia negli anni '30, evoluzione delle Pacific che avevano raggiunto il loro limite evolutivo sulle linee leggermente acclivi che caratterizzano la rete francese.
Viceversa negli Stati Uniti le Mountain furono fra le macchine più versatili, adatte sia al traino dei treni passeggeri che dei convogli merci. Generalmente erano derivate dalle Mikado, o come accadde negli anni trenta, trasformazione di macchine 2-8-2 più vecchie che necessitavano del carrello anteriore per acquisire stabilità a velocità superiori i 120 km/h. Soprattutto durante la seconda guerra mondiale molte compagnie ferroviarie rimodernarono le Mikado, trasformandole nelle più prestanti Mountain.